# Dobrinci
Dobrinci (Добринци) település Szerbiában, a Vajdaságban, a Szerémségi körzetben, Ruma községben.

## Demográfiai változások
| 1948 | 1953 | 1961 | 1971 | 1981 | 1991 | 2002 |
| ---- | ---- | ---- | ---- | ---- | ---- | ---- |
| 1680 | 1625 | 1629 | 1641 | 1696 | 1701 | 1716 |